# Neubau (Gemeinde Gföhl)
Neubau ist eine Ortschaft und eine Katastralgemeinde der Stadtgemeinde Gföhl im Bezirk Krems in Niederösterreich. Die Ortschaft hat 36 Einwohner (1. Jänner 2024).

## Geografie
Das kleine, nördlich der Kremser Straße gelegene und über Nebenstraßen erreichbare Dorf besteht nur aus wenigen Gehöften. Zur Ortschaft zählt aber auch die Wochenendsiedlung Am Rodinger im Osten.

## Geschichte
Im Adressbuch von Österreich waren im Jahr 1938 in Neubau ein Sägewerk, ein Tischler und ein Gutshof von Schloss Rastbach verzeichnet.